# Ubiquité (nouvelle)
Pour les articles homonymes, voir Ubiquité.
Ubiquité ou L'Ubiquiste, selon les traductions, (L'ubiquo dans la version originale en italien) est une nouvelle fantastique de Dino Buzzati, incluse dans le recueil Le K publié en 1966.

## Résumé
L'action se déroule au XXe siècle, probablement à Milan. Le narrateur, un journaliste passionné de récits fantastiques, achète un jour un livre écrit dans une langue étrange qui, selon des spécialistes, pourrait octroyer des pouvoirs magiques lorsqu'une seule partie du livre est lue à haute voix. Le journaliste décide de lire des passages au hasard tous les soirs. 
Une nuit, il découvre qu’il a le don d’ubiquité et réfléchit aux avantages d’être omniprésent : cela pourrait bouleverser sa vie de journaliste en pouvant être témoin de toute action directement et immédiatement ; il pourrait améliorer sa situation financière en volant les banques sans être inquiété. Mais, envisageant aussi d'autres aspects négatifs, il ne révèle pas son nouveau pouvoir à son chef et décide de ne pas l'utiliser. 